# Pilularia dracomontana
Pilularia dracomontana là một loài dương xỉ trong họ Marsileaceae. Loài này được N.R. Crouch & Wesley-Smith mô tả khoa học đầu tiên năm 2011.
Danh pháp khoa học của loài này chưa được làm sáng tỏ. 